# Sainte-Radegonde, Charente-Maritime
Sainte-Radegonde là một xã ở tỉnh Charente-Maritime thuộc vùng Nouvelle-Aquitaine tây nam nước Pháp.
- Xã của tỉnh Charente-Maritime